# Leonardo Bellini
Pour les articles homonymes, voir Bellini.
Leonardo Bellini est un enlumineur et peintre actif à Venise et Padoue entre 1443 et 1490.

## Biographie

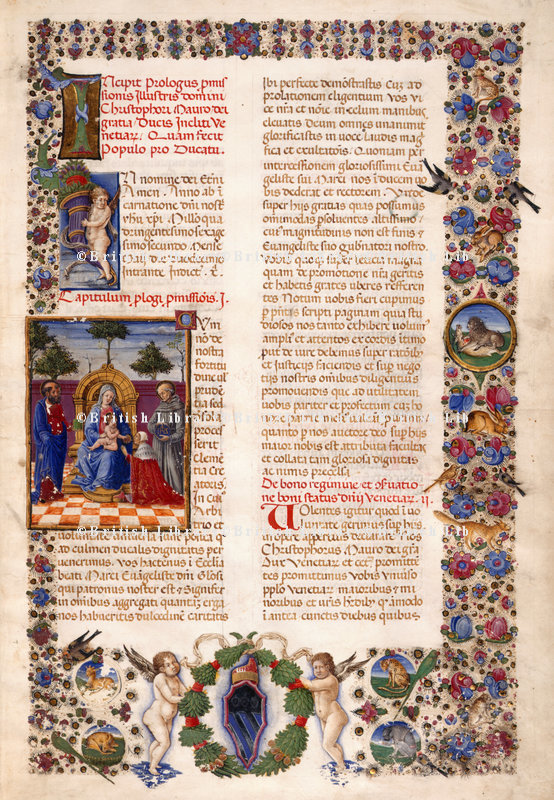
Promissione ducale du doge Cristoforo Moro, British Library.

Leonardo appartient à la Famille Bellini en tant que neveu de Iacopo Bellini. Un document daté d'août 1443 nous apprend que ce dernier s'engage à le payer après l'avoir gardé auprès de lui comme un fils pendant 12 ans. Il est en réalité le fils de la sœur de Iacopo, Elena, mariée à Paolo Remario, décédé vers 1431. Cependant, Leonardo a adopté le nom de Bellini,. 
Par la suite, il est mentionné en 1448 à Venise, collaborant alors avec un mosaïste du nom de Antonio di Giacomo. Il apparait ensuite dans des procédures légales toujours à Venise en 1469 et 1479. Il apparait par contre en 1480 comme résident à Padoue. Une seule œuvre lui est attribuée d'après les archives : il s'agit de la Promissione ducale (en) originale du doge Cristoforo Moro dont il a décoré le frontispice et pour laquelle il a été payé 4 ducats d'or, le 7 décembre 1463. Cette attribution a permis d'attribuer une vingtaine d'autres manuscrits,.

## Style
Son style a été défini d'après la Promissione ducale de Cristoforo Moro. Celle-ci contient une miniature représentant le doge au pied de la Vierge à l'Enfant entouré des saints Marc et Bernard. Elle est directement des conversations sacrées peintes sur grands formats à la même époque. Par ailleurs, il reprend des éléments de son oncle Jacopo ou encore de l'enlumineur Franco dei Russi. Il y incorpore des éléments de décoration de la Renaissance et de l'architecture de son époque, avec des rendus en trois dimensions. Il utilise aussi des ornements en usage chez les enlumineurs de Ferrare à son époque. Il contribue ainsi à redynamiser l'enluminure vénitienne en stagnation depuis le début du XVe siècle.

## Œuvres

### Manuscrits enluminés

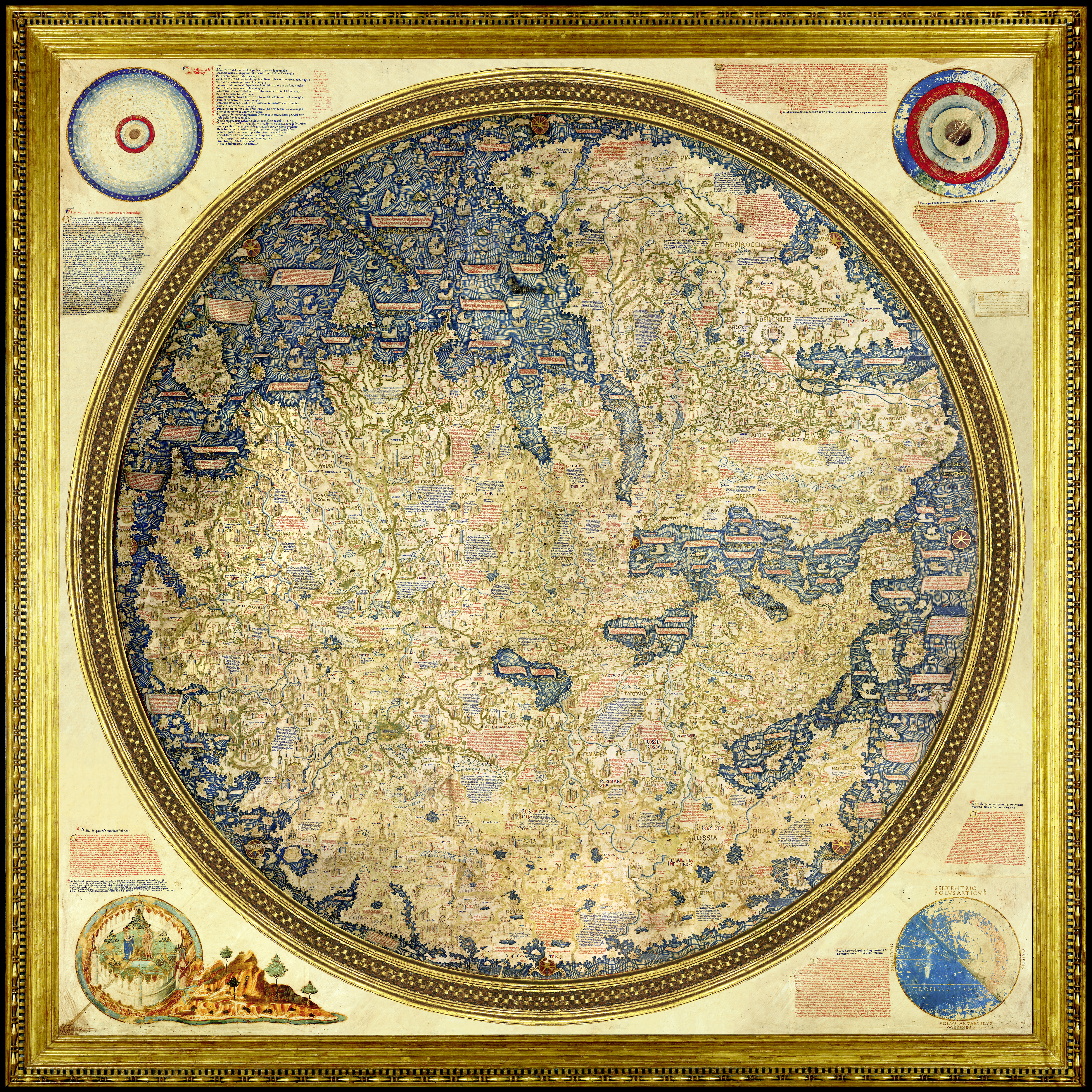
Mappamundi de Fra Mauro, vers 1459, Biblioteca Marciana.

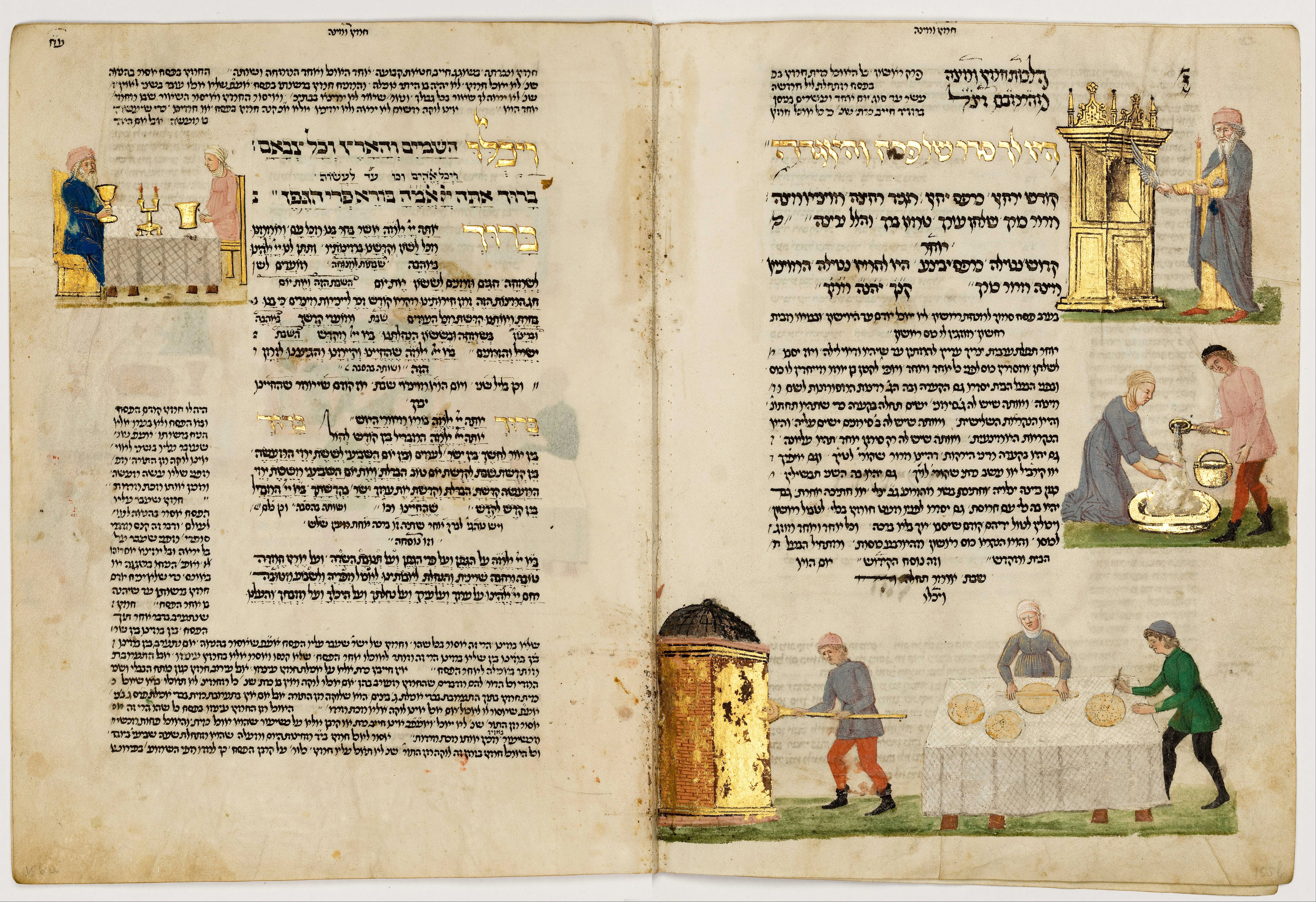
Bifolio du Florilège Rothschild, Musée d'Israël.

- Psautier, 1445-1450, Vienne, Kunsthandel, fol. 150.
- Bible en 2 parties, 1457, Biblioteca Marciana, Venise, MS. Lat. I.16
- Œuvres de Lactance, Biblioteca Marciana, Lat.II.75
- Promissione ducale (en) du doge Francesco Foscari, Biblioteca Marciana, Lat.X.190[4]
- Mappamundi de Fra Mauro, vers 1459, Biblioteca Marciana[5],[6]
- Bible, 1461, Biblioteca Seminario Vescovile de Padoue, MS. XXI
- Promissione ducale (en) du doge Cristoforo Moro, 1462, British Library, MS Add. 15816, fol.1.
- Commission de Cristoforo Moro pour Domenico Diedo en tant que procureur de San Marco, 1464, Isabella Stewart Gardner Museum, Boston, 2.b.2.5[7]
- Cosmographie de Ptolémée, vers 1470, Eton College, MS 140, fol.1.
- Commentaires sur l'Ethique d'Aristote de Thomas d'Aquin, coll. privée, passé en vente par le librairie Les Enluminures[8]
- Livre d'heures, 1470-1475, Cambridge, Fitzwilliam Museum, MS 149, fols. 57v, 65v, 94v
- Promissione de Nicolo Marcello, 1473, Museo Correr, MS CL.III, 322
- Commission de Niccolò Marcello à Andrea Lion, 1473, Biblioteca Marciana, ms. Lat.X, 358
- Commission de Niccolò Marcello à Giovanni Molin, 1474, Biblioteca Marciana, ms. Lat.X, 272
- Serment du procureur Leonardo Contarini, 1483, Museo Correr, ms. III, 314
- Summa de Ecclesiastica Potestate par Augustin d'Ancône, Yale Law Library, New Haven, ms. Phillipps 3618
- Mariegola de la Scuola dei Mascoli, vers 1456, Morgan Library and Museum, New York, M.428[9]
- Florilège Rothschild, 200 miniatures attribuées au maître et à son atelier, vers 1479, Musée d'Israël, Ms. 180/051
- Psautier à l'usage augustinien, Bodleian Library, Oxford, ms. Can. Lit.8[10]
- Missel à l'usage de Rome, atelier (?), Bodleian Library, MS. Canon. Liturg. 371[11]
- Manuscrit contenant notamment l'Hecatomphila de Leon Battista Alberti, Bodleian Library, MS. Canon. Ital. 76[12]
- Office de la Vierge, Bibliothèque archiépiscopale, Udine
- Tacuinum sanitatis, inachevé, vers 1490, Bibliothèque nationale autrichienne, Vienne, Cod. 2396[13]
- Commission du doge Agostin Barbarigo à Bernardo Cicogna, Museo Correr, Ms.III, 297

### Livres imprimés
- Breviaire imprimé vénitien par Jenson, 1478, Bibliothèque nationale d'Écosse, MS Inc.1.18, fol.1, un autre exemplaire décoré est conservé à la Bibliothèque nationale de France, Rés.Vél.129

### Panneaux

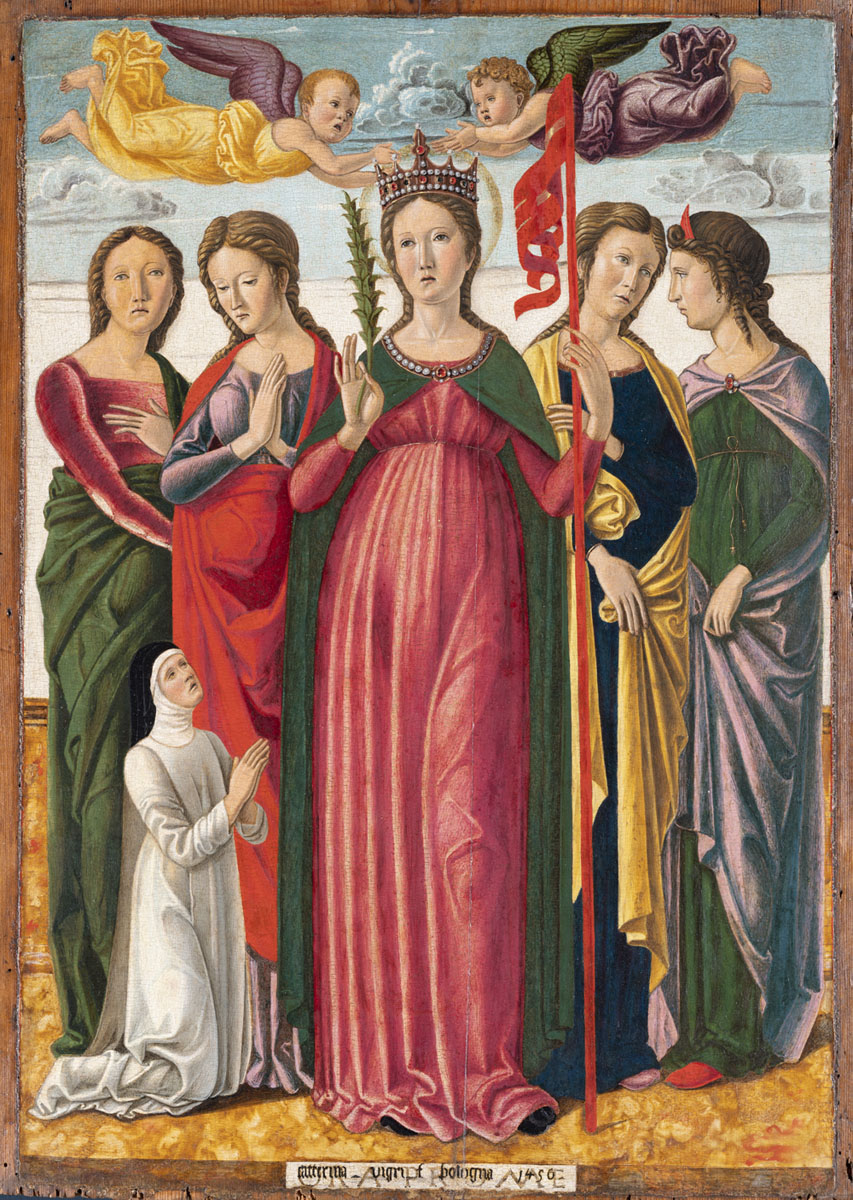
Sainte Ursule et les quatre vierges, Gallerie dell'Accademia de Venise.

Plusieurs panneaux peints lui ont été attribués, même si ces attributions ne font pas consensus parmi les historiens de l'art. 
- La Dérision du Christ, vers 1445–50, collection Cini, Venise, Inv.6311
- Sainte Ursule et les quatre vierges, c. 1470, Gallerie dell'Accademia de Venise, Inv. 188 (généralement attribué à son cousin Giovanni Bellini[14])
- Trois histoires de Drusienne et de saint Jean l'Évangéliste, vers 1480, Château royal de Berchtesgaden (généralement attribué à Giovanni Bellini[15])